# العلاج القرآني للسحر والمس الشيطاني (كتاب)
العلاج القرآني للسحر والمس الشيطاني هو كتاب رقية شرعية إسلامية، عبارة عن جزأين ومكون من 303 صفحات. مؤلف الكتاب هو مجدي محمد الشهاوي، أتم كتابته في 36 ديسمبر 1993. صدرت الطبعة الأولى منه عن دار عالم الكتاب في بيروت  عام 1998. يحتوي الجزء الأول من الكتاب على سبعة فصول تركز أول ستة منها على التعريف بالجن وتبيين خواصهم بينما يتعرض الفصل السابع على طرق الوقاية والعلاج من المس. أما الجزء الثاني فيحتوي على تعريف مفصل للسحر وطرقه بالإضافة إلى طرق علاجه والوقاية منه بواسطة آيات القرآن. وفيما يلي سرد للفصول مع أسمائها:

## الجزء الأول
- الفصل الأول: ملامح من عالم الجن في ضوء الكتاب والسنة
- الفصل الثاني: المس الشيطاني من المسيح  إلى محمد صلى الله عليه وسلم
- الفصل الثالث: حادثة وندوة وبيان عن مس الجن للإنسان
- الفصل الرابع: مع الأئمة والمفسرين
- الفصل الخامس: المس الشيطاني في ميزان العلم الحديث
- الفصل السادس: الرد على من ينكرون دخول الجني في بدن الإنسي
- الفصل السابع: العلاج الرباني للمس الشيطاني

## الجزء الثاني
الفصل الأول: السحر والسحرة 
الفصل الثاني: حقيقة الحسد وعلاج المحسود 
الفصل الثالث: الفتح الرباني بالطب الروحاني
الفصل الرابع: بيوت الرعب والأشباح 
الفصل الخامس: أخطاء وآفات وبدع في العلاج
الفصل السادس: حصون الرحمن في مواجهة الشيطان